# Mamadi Camara
Pour les articles homonymes, voir Camara.
Mamadi Camara est un macro-économiste guinéen. Il a été universitaire, diplomate et a occupé de hautes fonctions au sein de grandes institutions bancaires telles que la Banque centrale de la république de Guinée ou encore la Banque africaine de développement (BAD).
Il est ministre de l’Économie et des Finances du 26 mai 2018 au 5 septembre 2021.
En avril 2022, Mamadi Camara est placé sous contrôle judiciaire. Il est poursuivi pour des faits présumés de détournement et complicité de détournement de deniers publics, enrichissement illicite, corruption et blanchiment.

## Biographie

### Formation
Mamadi Camara est titulaire d’un DES en économie et finances obtenu à l’Institut polytechnique de Conakry en 1971, puis trois ans plus tard d’un DESS en Banque et finances internationale à l’institut Finafrica de l’Université Bocconi à Milan. Il a ensuite étudié à l’institut du Fonds monétaire international (FMI) à Washington entre 1977 et 1980.
De 1972 à 1980, Il a été chargé de cours de techniques bancaires à l’institut Polytechnique Gamal Abdel Nasser de Conakry.

### Expérience
De 1971 en 1985, Mamadi Camara a travaillé à la Banque centrale de la république de Guinée, période qui lui permet de devenir chef de cabinet puis conseiller spécial du gouverneur.
Il a été coordonnateur de la cellule d’études de politique économique (CEPEC) pour le projet ACBF (African Capacity Building Foundation) en Guinée de 1996 en 1999, avant d’être consultant auprès du PNUD de 1999 en 2000, de l’ONUSIDA de 1999 en 2008 et de GTZ allemand de 2003 en 2006.
Il a également travaillé de 2002 à 2006 à l’unité de privatisation au ministère de l’économie et des finances.
Il a été Consultant à la BAD de 2005 à 2013 et a réalisé plusieurs missions en Guinée et dans de nombreux pays africains telle que le Maroc, Mauritanie, Sénégal, Gabon, Tchad, Tunisie, Cap-Vert et Madagascar.
Nommé ambassadeur extraordinaire et plénipotentiaire de la république de Guinée en Afrique du Sud, il couvrait 9 autres pays de l’Afrique australe. Il a occupé cette fonction jusqu’en 2018, année à laquelle il est devenu ministre de l’économie et des finances.

## Ministre
Elle est nommée sous la présidence d'Alpha Condé, ministre de l’économie et des finances dans le gouvernement Kassory I et II du 26 mai 2018 au 5 septembre 2021.

## Vie privée
Mamadi Camara est marié et père de quatre enfants dont une fille.

## Publications
- 2004 : Quarante ans de gestion socialiste et libérale de la monnaie en Guinée (1958-1998)[3].

- 2010 : Où va la Guinée ? [4].

- 2015 : Les Clés pour le développement de la Guinée [5].